# 阿列伊湖
50°59′23″N 111°14′42″E / 50.98972°N 111.24500°E

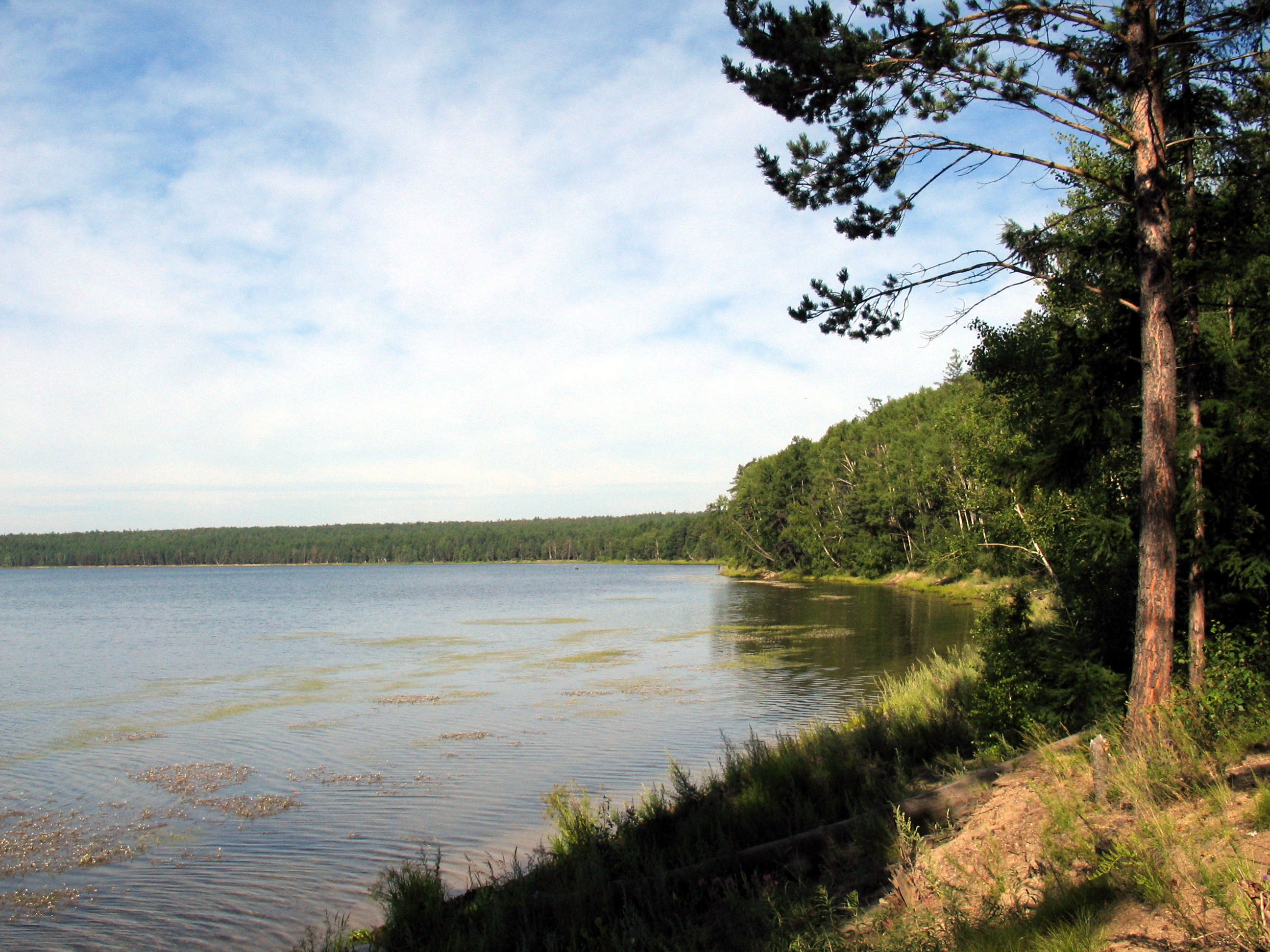

阿列伊湖（俄语：Арей），是俄羅斯的湖泊，位於該國南部，由外貝加爾邊疆區負責管轄，長3.1公里、寬2公里，面積4.6平方公里，海拔高度996米，最大水深13.5米。